# Casa al carrer Bisbe Català, 5 (Tiana)
La Casa al carrer Bisbe Català, 5 és una obra de Tiana (Maresme) inclosa a l'Inventari del Patrimoni Arquitectònic de Catalunya.

## Descripció
És un edifici civil format per una planta baixa amb jardí frontal i dos pisos, el més alt dels quals presenta a la seva part davantera un terrat. De tot el conjunt destaquen els elements de tipus neoclàssic, especialment les tres arcades del primer pis amb la balconada de balustres flanquejades per dues hídries a la part central, i que formen com un petit porxo. Al pis superior o terrat, destaquen la balustrada, un petit frontó central i una pèrgola. L'entrada principal ha estat modificada i trenca el ritme de l'estructura original.